# Свети Йосиф (Бърдарски геран)
Вижте пояснителната страница за други значения на Свети Йосиф.
„Свети Йосиф“ е католическа църква в село Бърдарски геран, Северна България, енорийски храм на Никополската епархия на Римокатолическата църква.

## История на енорията
Бърдарски геран е селище, което се формира при реимиграцията на Банатските българи след Освобождението на България между 1887 и 1892 г. В него от Стар Бешенов и околността му се заселват около 185 семейства след 150-годишно изгнание извън българските земи. Заселниците в Бърдарски геран са наследници на емигрирали павликяни с епископ Никола Станиславич. Първия енорист в селото е отец Лаврентий Манганели, италианец (1890 -1894). След него свещеници в селото са италианецът Силвестър Лилла и полякът отец Павел Кобиелски.
Между 1903 и 1934 г. в България се завръщат нови семейства банатски българи. Енорията е наброявала около 2000 души. През 1934 г. в Бърдарски геран идва като енорист отец д-р Евгений Босилков. Отец Евгений Босилков е енорийски свещеник на енорията в продължение на 12 години. Построява нов свещенически дом в холандски стил. Той организира излети с младежите; преподава вероучение; изгражда хор за певци, който се е събирал четири пъти в седмицата за репетиции; участва активно в клуба по футбол, волейбол и по ловен спорт в селото, създава дружеството на „Светата Броеница“; участва в дейността на местното читалище „Съединение - 1923“; лично настоява Бърдарски геран да се обяви за община и е избран за общински съветник в Бяла Слатина. Пламенен проповедник, добър органист и певец, сам композирал няколко песни и отделна Литургия.
С идването на края на Втората световна война почти всички банатски немци са преселени обратно в Германия, отец Евгений е ръкоположен за Никополски епископ в Русе, сменен е политическият режим в страната.
От 1946 до 1949 г. енорист в Бърдарски геран е свещеник отец Фабиян Кнобен, холандец. През 1949 новата власт изгонва всички свещеници и сестри чужденци, и по тази причина епископ Босилков поканва свещеници от Софийско-Пловдивската епархия в Южна България. В Бърдарски геран идват от Пловдив отците Асен Чонков и Самуил Джундрин, българи, монаси успенци. Отец Асен Чонков е енорист (1949-1951), а отец Самуил обслужва немската църква в селото и е помощник на отец Чонков. През 1950 г. свещениците са публично заплашени в центъра на селото, а църквата „Свети Йосиф“ става обект на закани да бъде превърната в конюшня от управляващи. Енорийският дом (паракията) е взет от властта и превърнат в здравен център, отец Самуил е изгонен обратно в Пловдив. 
На 3 юли 1950 г. в разгара на насилственото прибиране на т. нар. „държавни доставки“ на зърнени храни от ТКЗС, в селото избухва спонтанен бунт. Първи се вдигат жените, а после и всички жители на селото, които прогонват охраната и обсаждат общинския съвет, за да демонстрират своето нежелание да изпълнят доставките. Пристигналата от околийския център милиция смазва бунта и арестува около двадесетина души. Набързо проведеното следствие (милиционерско дознание) стоварва вината върху седмина от тях, а останалите са призовани като свидетели. На първо място в списъка на обвиняемите е отец Асен Чонков.
На 5 август 1950 г. обвинителният акт от окръжна прокуратура във Враца сочи отец Чонков като главен подбудител и ръководител на протеста. Врачанският окръжен съд му присъжда 15 години затвор. Отец Асен Чонков е задържан. С делото срещу отец Асен Чонков започва серия от съдебни процеси срещу католическия клир в България. По-късно отец Самуил също е осъден на 12 години затвор.
През 1952 г. по време на така наречените католически съдебни процеси, епископ д-р Евгений Босилков е осъден на смърт и разстрелян. Епархията остава без епископ цели 23 години. За администратор на Никополската епархия е назначен отец Никола Калчев, българин от Бърдарски геран, пасионист. Другото свещеническо звание, излязло от енорията на Бърдарски геран е отец д-р Иван Софранов, но той не може да се върне в България и остава в Италия и Холандия.
В Бърдарски геран идва да служи като енорист отец Методий Карабенчев, банатски българин с корени от Бърдарски геран, монах пасионист, който е принуден да живее в тежки битови условия, в едно влажно мазе под църквата, в продължение на почти 20 години, за цялото време през което е енорист (1951-1970).
През 1968 г. като помощник на болния oтец Методий Карабенчев, в Бърдарски геран идва oтец Асен Генов, мирски свещеник, българин от село Малчика, Плевенско, който остава за почти 40 години в енорията. Отец Асен построява малка килия към църквата, където живее.

## Енористи
- отец Лаврентий Манганели (1890 -1894)
- епископ д-р Евгений Босилков (1934-1946)
- отец Фабиян Кнобен (1946-1949)
- отец Асен Чонков (1949-1951)
- отец Асен Генов (1995-2004)
- отец Збигнев Карниевич (2004-2005)
- отец Асен Генов (2006-2009)
- отец Койчо Димов (2009-днес)

## История на храма
С основаването на новото село през 1887 г. се основава училище и църква. Първата църква е била един параклис, построен в паракията (свещеническия дом) от отец Лаврентий Манганели.
По време на отец Павел Кобиелски, през 1903 г. е благословен първият камък на новата църква от енорийския свещеник на близкото село Гостиля – oтец Амброзий Галярди, италианец, пасионист. На 25 март 1903 г., тържеството на Благовещение, тогавашния Никополски епископ, Монсиньор Анри Дулсе, френски пасионист, благославя един дървен кръст, на мястото, където след това е бил поставен главният олтар на новата църква. Тя била първата католическа църква в Бърдарски геран, осветена тържествено на 29 септември 1903 г. от епископ Дулсе, изградена с голямата помощ на викарния му епископ Яков Роасан и на всички местни католици, помагали със своя труд, с доставянето на печени тухли и превозването на пясък и други строителни материали.
През 1930 г. в селото започва изграждането на нова католическа църква. Архитектурата е трикорабна, с елементи от новоготически стил. Цялото местно население с помощта на верните от близките села Гостиля и Брегаре, се включва в строежа. Тя е осветена тържествено на 16 април 1934 г. от епископ Дамян Теелен. Вътрешното оформление на църквата е било завършено през 1936 г.
Храмов празник – 19 март.

## Галерия
- Главният вход на черквата „Св. Йосиф“
- Интериор на черквата „Св. Йосиф“
- Олтарът със статуята на св. Йосиф с младенеца Исус